# Sam Neill
Nigel John Dermot „Sam” Neill DCNZM, OBE (Omagh, 1947. szeptember 14. –)) Golden Globe-díjra jelölt új-zélandi televíziós- és filmszínész.

## Élete

### Fiatalkora
Neill Észak-Írországban született, a Tyrone megyei Omagh-ban Nigel John Dermot Neill néven, a Harrow és Sandhursti Királyi Katonai Akadémia iskolákat végzett, harmadik generációs új-zélandi Dermot Neill katonatiszt apa és Priscilla Beatrice Ingham angol anya második gyermekeként. Bátyját Michaelnek hívják. Születésekor apja Észak-Írországban állomásozott az Ír Gárdával. A Neilleké volt Új-Zéland legnagyobb italkereskedése, a Neill and Co.
Neill hétévesen, 1954-ben tért vissza családjával Új-Zélandra, ahol a Christ's College anglikán fiúiskolára járt, Christchurchben. Ezt követően a Canterbury Egyetemen tanult angol irodalmat, s itt ismerkedett meg a színészettel. Ez idő alatt az egyetem kollégiumában lakott és a Chief Castigator and Crime Crusher (CCACC) pozícióját töltötte be. A Canterbury után a wellingtoni Victoria Egyetem következett, ahol Bachelor of Arts diplomát szerzett angol irodalomból.
A Sam nevet már az iskolában is használta, egyrészt mivel többeket, köztük legjobb barátját is Nigelnek hívták, másrészt mert több, a Nigel névhez fűződő pejoratív kifejezés is gyakorta használatos volt Új-Zélandon, s el akarta kerülni, hogy ezek céltáblájává váljon. Gyermekként Neill dadogott, amit lánya is örökölt tőle, de hozzá hasonlóan idővel kinőtte.

### Karrierje

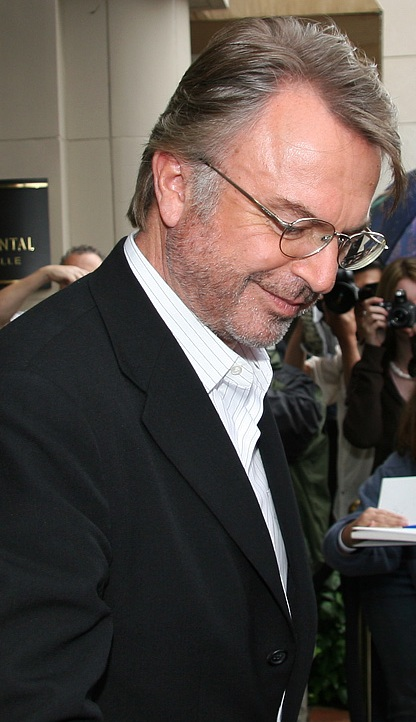
Neill a 2008-as torontói filmfesztiválon

A film iránti érdeklődését Alfred Hitchcock Forgószél című munkája keltette fel először. Miután az Új-Zélandi Nemzeti Filmegységnél dolgozott rendezőként és színészként a '70-es évek második felében, s több rövidfilmet is készített, Neillt beválasztották a Sleeping Dogs című film főszerepére, amely az első Egyesült Államokban bemutatott új-zélandi film volt. Ezt követően az 1979-es Ragyogó pályafutásom című ausztrál filmben szerepelt Judy Davis oldalán; a szerepet megkapva kilépett munkájából, eladta házát és a kontinensre költözött, s 14 évig vissza sem tért az új-zélandi filmgyártáshoz. E szerep hatására, és James Mason brit színész közbenjárásával játszhatta el a felnőtt Damien Thorn szerepét a brit Ómen III: A végső leszámolásban 1981-ben, a klasszikus Ómen második folytatásában. Az Egyesült Királyságban Neill a '80-as évek elején vált ismertté tévés munkái révén, az Ivanhoe-beli szerepével, de még inkább a Reilly, Ace of Spies című sorozat címszerepével. Filmjei ezt követően egészen változatos képet mutatnak, számos műfajban megfordult a nagyvásznon és a képernyőn egyaránt. Meryl Streep férjét alakította a Sikoly a sötétbenben 1988-ban, s Nicole Kidmanét a Halálos nyugalomban a következő esztendőben, egy évvel később pedig orosz tisztként tűnt fel a Vadászat a Vörös Októberre filmváltozatában. Két évvel később Chevy Chase ellenlábasa volt a Semmit a szemnekben, majd 1993-ban került sor legismertebb szerepének megformálására Steven Spielberg Jurassic Park című produkciójában. A rendező kezdettől fogva Neillt akarta a szerepre, ám a színész túlzottan elfoglalt volt. Spielberg így találkozott Richard Dreyfusszal és Kurt Russell-lel is, akik azonban túl sokat kértek, míg William Hurt visszautasította az ajánlatot. A rendező ezt követően elhalasztotta a forgatást egy hónappal, hogy Neill játszhassa el Dr. Alan Grantet: a színésznek így pusztán egy hétvégényi szabadideje volt a Családi fényképek és a Jurassic Park munkálatai között. Neill felkészülésképpen szerepére konzultált Jack Horner paleontológussal. Szintén 1993-ban mutatták be a Zongoralecke című, sokszoros díjnyertes alkotást, melyben Neill Holly Hunter és Harvey Keitel partnere volt. 1997-ben fizikust alakított a Halálhajó című sci-fi horrorban, 2001-ben pedig visszatért legsikeresebb munkájához, s elvállalta a Jurassic Park III főszerepét.
Televíziós munkái közül kiemelendő a 4 Golden Globe-díjra jelölt, 1998-as Merlin című háromórás tévéfilm, amely Artúr király és a Tó Asszonya legendáján alapszik; ebben a címszereplő mágust játszotta el, s vissza is tért hozzá a film kevésbé jól fogadott folytatásában, a Merlin 2: A varázslóinasban 2006-ban. Ebben Merlin megtudja, hogy a Tó Asszonya gyermeket szült neki. Neill játszotta Wolsey bíborost a Showtime Tudorok című Emmy- és Golden Globe-díjra jelölt sorozatának első évadában. „Be kell valljam, nagyon élveztem a Tudorok forgatását” – meséli a színész. „Hat hónap volt egy olyan karakterrel, akit roppantul érdekesnek találtam, egy olyan szereplőgárdával, akiket nagyon szerettem és egy olyan történettel, amit egészen lenyűgözőnek találtam. Ezeket az összetevőket nehéz felülmúlni – bosszú és árulás, kéj és hitszegés, mindazon dolgok, amikből a jó történetek kerekednek.”
A Az örömtelenség mozija című 1995-ös dokumentumfilmet Neill és Judy Rymer írta és rendezte. Ebben a narrátorként is közreműködő Neill személyes válogatását követhette nyomon a néző az új-zélandi filmtörténelemből. 2001-ben házigazdája és narrátora volt a BBC Az űr című dokumentumfilm-sorozatának, 2006-ban pedig hangját adta a Fifth Third Bank rádióreklámjaihoz az Amerikai Egyesült Államok középnyugati részén.
Miután Roger Moore leforgatta utolsó James Bond-filmjét 1985-ben, Neill komoly esélyes volt a brit titkosügynök szerepére a Halálos rémületben című epizódban. A meghallgatásokon meggyőzőnek bizonyult, és John Glen rendező választása is rá esett, azonban Albert R. Broccoli tetszését nem nyerte el, így végül a feladat Timothy Daltoné lett. Peter Jackson új-zélandi rendező felkérte Neillt Elrond szerepére A Gyűrűk Urához, azonban ezt vissza kellett utasítania egy másik projekthez, konkrétan a Jurassic Park III-hoz fűződő elhivatottsága miatt. Szintén esélyes volt Dr. Octopus szerepére a Pókember 2.-ben.

### Magánélete
Neill Sydneyben él, Ausztráliában, de van otthona Beverly Hills-ben és Új-Zélandon is. Két gyermeke van; fia, Tim 1983-ban született Lisa Harrow új-zélandi színésznőtől, míg feleségétől, Noriko Watanabe japán sminkmestertől 1990-ben született meg Elena nevű lánya. Watanabét 1987-ben ismerte meg egy forgatáson, s két évvel később vette feleségül. Szintén van egy mostohalánya, az 1981-es születésű Maiko Spencer, aki Watanabe első házasságából származik. Neill édesapja rákban hunyt el 1993-ban, négy nappal azután, hogy fiát a Brit Birodalom Érdemrendjével tüntették ki színészetéért.
Neill támogatója az Australian Speak Easy Associationnek (Ausztrál Beszéljünk Könnyedén Szövetség), a British Stammering Associationnek (Brit Dadogás Szövetség), az Ausztrál Munkáspártnak, a Greenpeace-nek, az Oxfamnek és a World Wildlife Fundnak (Vadvilág Alap). Pártfogója továbbá a National Performace Conference-nek (Nemzeti Előadás Konferencia) és ellenzője a génkezelt ételeknek Egy farmernadrágot ajánlott fel a Jeans for Genes aukcióra, amit Merv Moriarty művész díszített, és 1998 augusztusában kelt el.
Neill a tulajdonosa a Two Paddocks borászatnak, amely Új-Zéland Déli Szigetén, Central Otagóban található, és Pinot noir-t termel. „Szeretném, ha a szőlőskert kisegítene engem, de attól tartok, ez épp fordítva áll. Nem túl gazdaságos üzlet ez” – mondja a színész. „Hihetetlenül idő- és pénzigényes üzlet. Nem csinálnám, ha nem lenne ennyire kielégítő és szórakoztató.” Neill társalapítója a Huntaway Films produkciós cégnek, s jó barátja a két új-zélandi zenész, Neil Finn és Tim Finn, és az ausztrál Jimmy Barnes. Olvasáshoz szemüveget használ; kedveli a science fiction irodalmat, Iain Banks műveit, a The Beach Boyst és az építészetet.

## Filmográfia

### Film
| Év   | Magyar cím                           | Eredeti cím                                   | Szerepe                             | Magyar hang          |
| ---- | ------------------------------------ | --------------------------------------------- | ----------------------------------- | -------------------- |
| 1975 |                                      | Landfall                                      | Eric                                |                      |
| 1975 |                                      | Ashes                                         | pap                                 |                      |
| 1977 |                                      | Sleeping Dogs                                 | Smith                               |                      |
| 1979 |                                      | Just Out of Reach                             | Mike                                |                      |
| 1979 |                                      | The Journalist                                | Rex                                 |                      |
| 1979 | Ragyogó karrierem                    | My Brilliant Career                           | Harry Beecham                       |                      |
| 1981 | Ómen 3. – Végső leszámolás           | Omen III: The Final Conflict                  | Damien Thorn                        | Mihályi Győző        |
| 1981 | Ómen 3. – Végső leszámolás           | Omen III: The Final Conflict                  | Damien Thorn                        | Haás Vander Péter    |
| 1981 | Megszállottság                       | Possession                                    | Mark                                | Sörös Sándor         |
| 1982 | A Z rohamosztag                      | Attack Force Z                                | D. J. (Danny) Costello őrmester     | Jakab Csaba          |
| 1982 | A Z rohamosztag                      | Attack Force Z                                | D. J. (Danny) Costello őrmester     | Laklóth Aladár       |
| 1982 | Enigma                               | Enigma                                        | Dimitri Vasilikov                   | Kautzky Armand       |
| 1985 | Rablás fegyverek között              | Robbery Under Arms                            | Starlight százados                  | Ujréti László        |
| 1985 | Bőség                                | Plenty                                        | Lazar                               | Rosta Sándor         |
| 1986 |                                      | For Love Alone                                | James Quick                         |                      |
| 1987 | A hűség határai                      | The Umbrella Woman                            | Neville Gifford                     |                      |
| 1988 | Sikoly a sötétben                    | Evil Angels                                   | Michael Chamberlain                 | Kautzky Armand       |
| 1988 | Sikoly a sötétben                    | Evil Angels                                   | Michael Chamberlain                 | Csankó Zoltán        |
| 1989 | Halálos nyugalom                     | Dead Calm                                     | John Ingram                         | Harsányi Gábor       |
| 1989 | Halálos nyugalom                     | Dead Calm                                     | John Ingram                         | Mihályi Győző        |
| 1989 | Halálos nyugalom                     | Dead Calm                                     | John Ingram                         | Rubold Ödön          |
| 1989 | A francia forradalom                 | La Révolution française                       | La Fayette tábornok                 | Nemcsák Károly       |
| 1990 | Vadászat a Vörös Októberre           | The Hunt for Red October                      | Borogyin kapitány                   | Szersén Gyula        |
| 1990 |                                      | Shadow of China                               | tévériporter                        |                      |
| 1991 | Egy hulla hálójában                  | Death in Brunswick                            | Carl 'Cookie' Fitzgerald            | Csankó Zoltán        |
| 1991 | A világ végéig                       | Bis ans Ende der Welt                         | Eugene Fitzpatrick                  | Széles László        |
| 1992 | Semmit a szemnek                     | Memoirs of an Invisible Man                   | David Jenkins                       | Balázsi Gyula        |
| 1992 |                                      | Hostage                                       | John Rennie                         |                      |
| 1993 | Zongoralecke                         | The Piano                                     | Alisdair Stewart                    | Ujréti László        |
| 1993 | Jurassic Park                        | Jurassic Park                                 | Alan Grant                          | Dörner György        |
| 1994 | Szirének                             | Sirens                                        | Norman Lindsay                      | Papp János           |
| 1994 | Vidéki élet                          | Country Life                                  | Dr. Max Askey                       | Máté Gábor           |
| 1994 | Maugli, a dzsungel fia               | The Jungle Book                               | Geofferey Brydon ezredes            | Helyey László        |
| 1994 | Az őrület torkában                   | In the Mouth of Madness                       | John Trent                          | Szabó Sipos Barnabás |
| 1995 | A változások kora                    | Restoration                                   | II. Károly király                   | Gáti Oszkár          |
| 1996 | A forradalom gyermekei               | Children of the Revolution                    | Nine                                |                      |
| 1996 | Győzelem                             | Victory                                       | Mr. Jones                           |                      |
| 1997 | Halálhajó                            | Event Horizon                                 | Dr. William Weir                    | Dörner György        |
| 1997 | Hófehérke – A terror meséje          | Snow White: A Tale of Terror                  | Lord Fredrick Hoffman               | Csernák János        |
| 1998 | A suttogó                            | The Horse Whisperer                           | Robert MacLean                      | Kőszegi Ákos         |
| 1998 | Kölcsön bosszú                       | Sweet Revenge                                 | Henry Bell                          | Kőszegi Ákos         |
| 1999 | Molokai: Az átok szigete             | Molokai: The Story of Father Damien           | Walter Murray Gibson                |                      |
| 1999 | A kétszáz éves ember                 | Bicentennial Man                              | 'Sir' Richard Martin                | Végvári Tamás        |
| 2000 | Anyám, Frank                         | My Mother Frank                               | Mortlock professzor                 |                      |
| 2000 | Műholdvevő a birkák közt             | The Dish                                      | Cliff Buxton                        | Végvári Tamás        |
| 2000 | Varázspuding                         | The Magic Pudding                             | Sam Sawnoff (hangja)                |                      |
| 2001 | Jurassic Park III.                   | Jurassic Park III                             | Dr. Alan Grant                      | Dörner György        |
| 2001 |                                      | The Zookeeper                                 | Ludovic                             |                      |
| 2002 | Mocskos játékok                      | Dirty Deeds                                   | Ray Murphy nyomozó                  | Mihályi Győző        |
| 2002 |                                      | Leunig Animated                               | narrátor                            |                      |
| 2003 | Az idegen                            | Perfect Strangers                             | A férfi                             | Rosta Sándor         |
| 2004 | Igen                                 | Yes                                           | Anthony                             |                      |
| 2004 | Wimbledon – Szerva itt, szerelem ott | Wimbledon                                     | Dennis Bradbury                     | Haás Vander Péter    |
| 2005 | Kis hal                              | Little Fish                                   | The Jockey                          |                      |
| 2006 | Veszedelmes vonzerő                  | Irresistible                                  | Craig                               | Kőszegi Ákos         |
| 2007 | Angel                                | Angel                                         | Théo                                | Dörner György        |
| 2008 | Út a szívhez                         | Dean Spanley                                  | Spanley esperes                     | Szersén Gyula        |
| 2008 | Kiközösítés                          | Skin                                          | Abraham Laing                       | Kőszegi Ákos         |
| 2009 | A bőrödbe bújva                      | In Her Skin                                   | Mr. Reid                            | Csankó Zoltán        |
| 2009 |                                      | Under the Mountain                            | Mr. Jones                           |                      |
| 2009 | Daybreakers – A vámpírok kora        | Daybreakers                                   | Charles Bromley                     | Dörner György        |
| 2010 | Az Őrzők legendája                   | Legend of the Guardians: The Owls of Ga'Hoole | Allomere (hangja)                   | Kárpáti Tibor        |
| 2011 |                                      | The Dragon Pearl                              | Chris Chase                         |                      |
| 2011 | A vadász                             | The Hunter                                    | Jack Mindy                          | Dörner György        |
| 2012 | Fogadom                              | The Vow                                       | Bill Thornton                       | Haás Vander Péter    |
| 2013 | Szupercella                          | Escape Plan                                   | Dr. Kyrie                           | Mihályi Győző        |
| 2013 | Kalandor: Az aranyládika átka        | The Adventurer: The Curse of the Midas Box    | Otto Luger                          | Kőszegi Ákos         |
| 2014 | A közös szenvedély                   | United Passions                               | João Havelange                      | Vass Gábor           |
| 2014 | Hosszú út lefelé                     | A Long Way Down                               | Chris Crichton                      | Kőszegi Ákos         |
| 2015 |                                      | Backtrack                                     | Duncan Stewart                      |                      |
| 2015 | Apa és lánya                         | The Daughter                                  | Walter Finch                        |                      |
| 2016 | Vademberek hajszája                  | Hunt for the Wilderpeople                     | Hec nagybácsi                       | Papp János           |
| 2016 |                                      | Tommy's Honour                                | Alexander Boothby                   |                      |
| 2017 |                                      | MindGamers                                    | Kreutz                              |                      |
| 2017 | Veszett vidék                        | Sweet Country                                 | Fred Smith                          | Törköly Levente      |
| 2017 | Thor: Ragnarök                       | Thor: Ragnarok                                | színész Odin (cameo)                | Varga T. József      |
| 2018 | The Commuter – Nincs kiszállás       | The Commuter                                  | David Hawthorne százados            | Vass Gábor           |
| 2018 | Nyúl Péter                           | Peter Rabbit                                  | Mr. McGregor / Tommy Brock (hangja) | Tóth Zoltán          |
| 2019 |                                      | Palm Beach                                    | Leo                                 |                      |
| 2019 | Szótlan szív                         | Blackbird                                     | Paul                                | Dunai Tamás          |
| 2019 |                                      | Ride Like a Girl                              | Paddy Payne                         |                      |
| 2020 |                                      | Rams                                          | Colin                               |                      |
| 2021 |                                      | Daisy Quokka: World's Scariest Animal         | Frankie Scales (hangja)             |                      |
| 2021 | Nyúl Péter 2. – Nyúlcipő             | Peter Rabbit 2: The Runaway                   | Tommy Brock (hangja)                |                      |
| 2022 | Jurassic World: Világuralom          | Jurassic World Dominion                       | Dr. Alan Grant                      | Dörner György        |
| 2022 | Thor: Szerelem és mennydörgés        | Thor: Love and Thunder                        | színész Odin                        | Varga T. József      |
| 2023 | Bérgyilkosok klubja                  | Assassin Club                                 | Caldwell                            | Kőszegi Ákos         |

Dokumentumfilmek
- 1981: Egy távoli országból – II. János Pál pápa (From a Far Country) – Marian
- 1995: Cinema of Unease: A Personal Journey by Sam Neill – narrátor
- 2005: Gallipoli – narrátor (hangja)

### Televízió
Tévéfilmek
| Év   | Magyar cím                       | Eredeti cím                               | Szerep                         | Magyar hang   |
| ---- | -------------------------------- | ----------------------------------------- | ------------------------------ | ------------- |
| 1982 | Ivanhoe                          | Ivanhoe                                   | Brian de Bois-Guilbert         | Schnell Ádám  |
| 1986 |                                  | Strong Medicine                           | Vince Lord                     |               |
| 1988 | A hit erejével                   | Leap of Faith                             | Oscar Ogg                      | Csernák János |
| 1991 | Láz                              | Fever                                     | Eliott                         | Dörner György |
| 1991 | Elfújja a szél                   | One Against the Wind                      | James Liggett őrmester         |               |
| 1993 | A Rainbow Warrior elsüllyesztése | The Rainbow Warrior                       | Alan Galbraith                 |               |
| 1995 |                                  | Forgotten Silver                          | önmaga                         |               |
| 2001 | A tenger fogságában              | Submerged                                 | Charles Momsen korvettkapitány |               |
| 2002 | Doktor Zsivágó                   | Doctor Zhivago                            | Viktor Komarovszkij            | Ujréti László |
| 2002 | Túl nagy fogás                   | Framed                                    | Eddie Meyers                   |               |
| 2004 |                                  | Stiff                                     | Lionel Merricks                |               |
| 2004 |                                  | Jessica                                   | Richard Runche                 |               |
| 2016 |                                  | Why Anzac with Sam Neill (dokumentumfilm) | önmaga                         |               |

Sorozatok
| Év        | Magyar cím                                    | Eredeti cím                                             | Szerep                         | Megjegyzések                                                              |
| --------- | --------------------------------------------- | ------------------------------------------------------- | ------------------------------ | ------------------------------------------------------------------------- |
| 1979–1980 |                                               | The Sullivans                                           | Ben Dawson                     | 40 epizód                                                                 |
| 1980      |                                               | Lucinda Brayford                                        | Tony Duff                      | minisorozat                                                               |
| 1983      |                                               | Reilly, Ace of Spies                                    | Sidney Reilly                  | 12 epizód                                                                 |
| 1985      |                                               | Kane & Abel                                             | William Lowell Kane            | minisorozat (2 epizód)                                                    |
| 1987      |                                               | Amerika                                                 | Andrei Denisov ezredes         | minisorozat (7 epizód)                                                    |
| 1993      | Családi fényképek                             | Family Pictures                                         | David Eberlin                  | 2 epizód                                                                  |
| 1994      | A Simpson család                              | The Simpsons                                            | Molloy (hangja)                | 1 epizód                                                                  |
| 1996      | Hidegvérrel                                   | In Cold Blood                                           | Alvin Dewey ügynök             | - minisorozat (2 epizód) - magyar hangja: - Dunai Tamás                   |
| 1998      | Merlin                                        | Merlin                                                  | Merlin                         | - minisorozat (2 epizód) - magyar hangjai: - Kőszegi Ákos - Kristóf Tibor |
| 1998      |                                               | The Games                                               | Citytrans CEO                  | 1 epizód                                                                  |
| 2000      | Sally Hemings: Egy amerikai botrány krónikája | Sally Hemings: An American Scandal                      | Thomas Jefferson               | sorozat                                                                   |
| 2001      | Az űr                                         | Space                                                   | önmaga                         | dokumentumsorozat                                                         |
| 2005      | Mary Bryant                                   | The Incredible Journey of Mary Bryant                   | Arthur Phillip kormányzó       | 2 epizód                                                                  |
| 2005      | Utazás a világ végére                         | To the Ends of the Earth                                | Mr. Prettiman                  | minisorozat (3 epizód)                                                    |
| 2005      | A Bermuda-háromszög rejtélye                  | The Triangle                                            | Eric Benerall                  | - minisorozat (3 epizód) - magyar hangja: - Dörner György                 |
| 2006      | Merlin 2. – A varázslóinas                    | Merlin's Apprentice                                     | Merlin                         | - minisorozat (2 epizód) - magyar hangja: - Selmeczi Roland               |
| 2006      | Túlvilági történetek                          | Two Twisted                                             | Mick                           | 1 epizód                                                                  |
| 2007      | Tudorok                                       | The Tudors                                              | Thomas Wolsey bíboros          | 10 epizód                                                                 |
| 2008–2010 |                                               | Crusoe                                                  | Jeremiah Blackthorn            | 14 epizód                                                                 |
| 2009      |                                               | Happy Town                                              | Merritt Grieves                | 8 epizód                                                                  |
| 2009      |                                               | bro’Town                                                | önmaga (hangja)                | 1 epizód                                                                  |
| 2010      | Veszett ügyek                                 | Rake                                                    | Dr. Bruce Chandler             | 1 epizód                                                                  |
| 2011      | A jég fogságában                              | Ice                                                     | Anthony Kavanagh               | minisorozat (2 epizód)                                                    |
| 2012      |                                               | Alcatraz                                                | Emerson Hauser                 | 13 epizód                                                                 |
| 2013      |                                               | Harry                                                   | Jim "Stocks" Stockton          | 6 epizód                                                                  |
| 2013–2014 | Birmingham bandája                            | Peaky Blinders                                          | Chester Campbell őrmester      | 12 epizód                                                                 |
| 2014      |                                               | Old School                                              | Ted Macabe                     | 8 epizód                                                                  |
| 2015      |                                               | House of Hancock                                        | Lang Hancock                   | 2 epizód                                                                  |
| 2015      | Tíz kicsi katona                              | And Then There Were None                                | John Gordon MacArthur tábornok | - minisorozat (2 epizód) - magyar hangja: - Kőszegi Ákos                  |
| 2016      |                                               | New Zealand: Earth's Mythical Islands                   | narrátor                       | dokumentumsorozat (3 epizód)                                              |
| 2016      |                                               | Tutankhamun                                             | Lord Carnavon                  | minisorozat (4 epizód)                                                    |
| 2016      |                                               | Country Calendar                                        | önmaga                         | 1 epizód                                                                  |
| 2017      |                                               | Get Krack!n                                             | önmaga                         | 1 epizód                                                                  |
| 2018      |                                               | The Pacific: In the Wake of Captain Cook with Sam Neill | önmaga                         | dokumentumsorozat (6 epizód)                                              |
| 2019      | Rick és Morty                                 | Rick and Morty                                          | Monogatron vezér (hangja)      | 1 epizód                                                                  |
| 2020      |                                               | Flack                                                   | Duncan Paulson                 | 2. évad                                                                   |
| 2021      | Invázió                                       | Invasion                                                | John Bell Tyson seriff         | 1 epizód                                                                  |
| 2022–     |                                               | The Twelve                                              | Brett Colby SC                 | főszereplő                                                                |
| 2024      | Az alma nem esik messze                       | Apples Never Fall                                       | Stan Delaney                   | minisorozat                                                               |
| 2025      | Vad természet                                 | Untamed                                                 | Paul Souter                    | - minisorozat - magyar hangja: - Kőszegi Ákos                             |

## Díjai
- Ausztrál Filmintézet

1989. legjobb férfi főszereplő (Sikoly a sötétben)
- Ft. Lauderdale Nemzetközi Filmfesztivál

2001. legjobb színész (The Zookeeper)
- Logie Awards

2005. legjobb színész, drámasorozat (Jessica)

### Fontosabb jelölések
- Emmy-díj

1998. legjobb férfi főszereplő, minisorozat vagy film (Merlin)
- Golden Globe-díj

1985. Legjobb férfi főszereplő (minisorozat vagy tévéfilm) (Reilly: Ace of Spies)
1992. Legjobb férfi főszereplő (minisorozat vagy tévéfilm) (Elfújja a szél)
1999. Legjobb férfi főszereplő (minisorozat vagy tévéfilm) (Merlin)

## További információ
- Sam Neill a Facebookon
- Sam Neill a PORT.hu-n (magyarul)
- Sam Neill az Internetes Szinkronadatbázisban (magyarul)
- Sam Neill az Internet Movie Database-ben (angolul)
- Sam Neill a Rotten Tomatoeson (angolul)
- A Huntaway Films hivatalos oldala Archiválva 2009. január 3-i dátummal a Wayback Machine-ben
- A Two Paddocks honlapja